# Zacharias Wimermark
Zacharias Wimermark, född 10 maj 1682 i Vimmerby, Jönköpings län, död 6 juli 1735 i Furingstads församling, Östergötland, var en svensk präst.

## Biografi
Zacharias Wimermark föddes 1682 i Vimmerby. Han var son till snickaren och rådmannen Per. Wimermark blev 1706 student vid Uppsala universitet och prästvigdes 11 mars 1708. Han blev 1711 komminister i Vårdsbergs församling och 20 mars 1728 kyrkoherde i Furingstads församling. Wimermark avled 1735 i Furingstads socken och begravdes 9 oktober samma år i Furingstads kyrka av kyrkoherden Nicolaus Corylander i Styrestads församling.

### Familj
Wimermark gifte sig 13 juni 1711 med Catharina Wallin (1687–1751), dotter till kyrkoherden Johannes Wallin i Odensvi församling. De fick tillsammans barnen Magdalena Christina Wimermark (född 1712) som var gift med inspektorn Eric Westén på Gottenvik i Jonsbergs socken, Anna Brita Wimermark (1715–1768) som var gift med inspektorn Johan Wessén på Brunneby i Dagsbergs socken, Margareta Wimermark (1717–1757) som var gift med inspektorn Johan Ekvall på Lilla Skårby i Furingstads socken, Helena Maria som var gift med komministern C. Bergelius i Klockrike församling, Catharina Elisabeth Wimermark (1721–1772), Johannes Wimermark (1723–1724), Axel Jacob Wimermark (1725–1725), Eva Wimermark (1726–1765) som var gift med inspektorn Carl Westén på Lilla Skårby i Furingstads socken och Fredric Wimermark (1729–1729).